# Hava Rexha
Hava Rexha påstått född den 22 augusti 1880 i byn Shushica i Albanien, död den 8 november 2003. Hon gjorde anspråk på att ha blivit 123 år gammal. Hennes födelsedatum dokumenterades först 1946, vilket är långt utanför marginalen av vad som accepteras som bevis för ålder.
Hava var muslim och tvingades att gifta sig vid 14 års ålder med en man som var 60 år. Hon födde sex barn, men fyra dog i barndomen. Hon blev begravd nära sin mans grav. Till minnesstunden kom hundratals personer för att visa sin respekt till de sörjande. Hennes enda levande dotter är Vule, 80 år.